# Rue des Glaïeuls
La rue des Glaïeuls est une voie du 20e arrondissement de Paris, en France.

## Situation et accès
La rue des Glaïeuls est une voie située dans le 20e arrondissement de Paris. Elle débute rue Charles-Cros et se termine place du Maquis-du-Vercors et avenue de la Porte-des-Lilas.

## Origine du nom

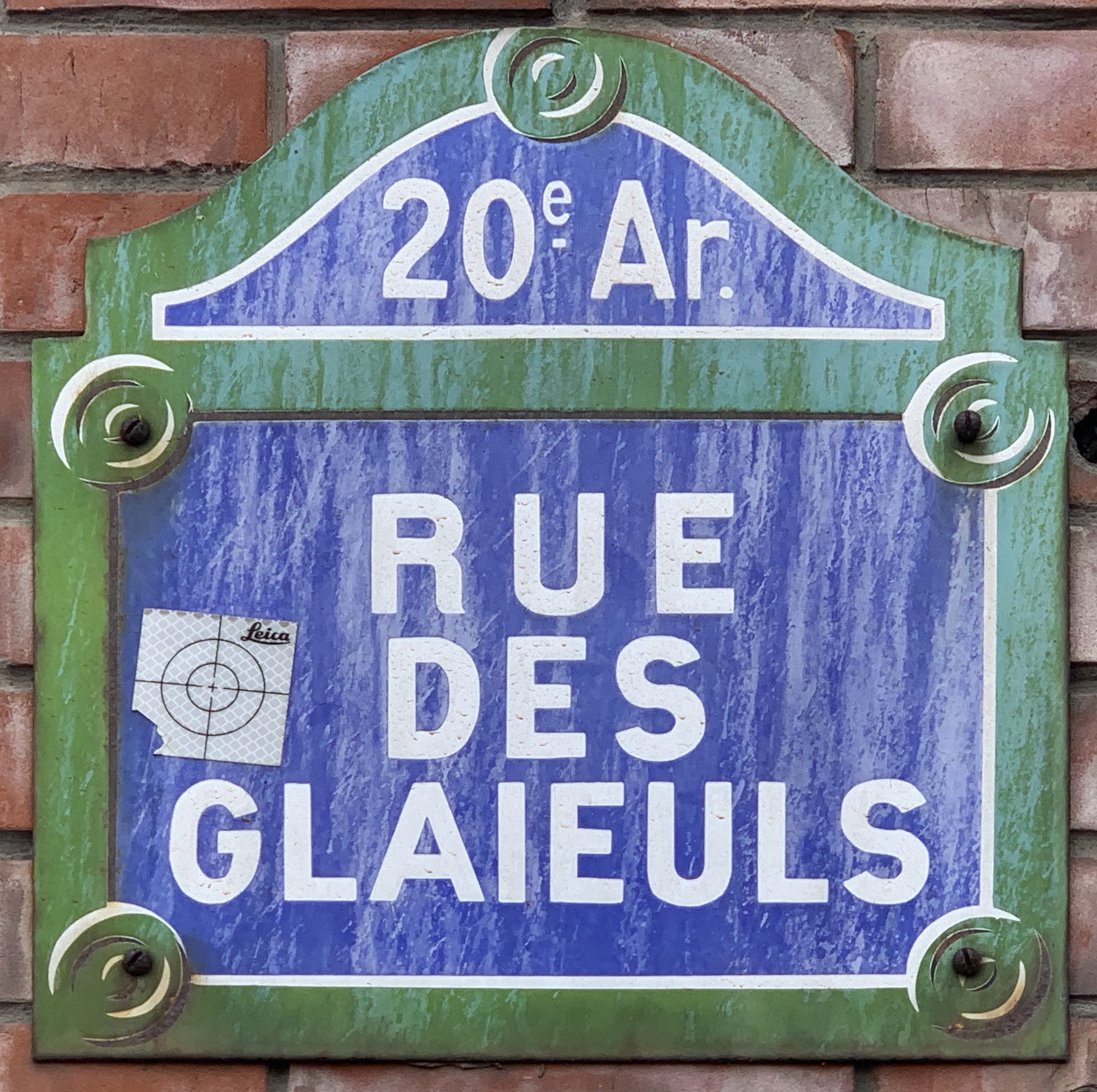
Plaque de la rue.

Cette rue est ainsi nommée en raison de la proximité des anciens parcs du château de Ménilmontant et des Bruyères, la rue étant proche de la limite de ces deux parcs.

## Historique
Cette voie, qui était initialement appelée « chemin de la Zone », car elle traversait la zone non ædificandi de l'enceinte de Thiers, a été réduite une première fois en 1969 lors de la construction du boulevard périphérique de Paris.
En 1974, la partie qui était comprise entre la rue de Guébriant et le boulevard périphérique a été supprimée.